# Miguel Hidalgo Láminas Cuatro
Miguel Hidalgo Láminas Cuatro är en ort i Mexiko.   Den ligger i kommunen Tecpatán och delstaten Chiapas, i den sydöstra delen av landet, 600 km öster om huvudstaden Mexico City. Miguel Hidalgo Láminas Cuatro ligger 222 meter över havet och antalet invånare är 282. Den ligger vid sjön Presa Nezahualcoyotl.
Terrängen runt Miguel Hidalgo Láminas Cuatro är huvudsakligen kuperad, men åt sydost är den platt. Runt Miguel Hidalgo Láminas Cuatro är det ganska glesbefolkat, med 42 invånare per kvadratkilometer. Närmaste större samhälle är Raudales Malpaso, 4,3 km väster om Miguel Hidalgo Láminas Cuatro. I omgivningarna runt Miguel Hidalgo Láminas Cuatro växer huvudsakligen savannskog.